# Oro nero (film 1942)
Oro nero è un film italiano del 1942 diretto da Enrico Guazzoni e Camillo Mastrocinque.

## Trama
Marta, una bambina orfana di un minatore, ha un grande amico, Nicola, suo coetaneo, con cui trascorre le ore di giochi, fatti di fantasticanti viaggi all'interno della miniera. Ma le difficoltà dei proprietari fa chiudere la miniera e i minatori sono costretti a cercare il lavoro altrove. Così Marta e Nicola sono costretti a separarsi. Trascorrono degli anni e la vecchia miniera viene riaperta e ritornano sul posto sia Nicola, ormai uomo e Marta, diventata maestra elementare, il loro nuovo incontro suscita nei due emozioni diverse: Nicola si innamora della vecchia amica, ma non è ricambiato perché Marta si fidanza con un ingegnere, Carlo.
In uno dei tanti crolli nelle gallerie della miniera, Nicola si sacrifica per salvare l'amore di Marta, salvando la vita a Carlo.

## La critica
«Oro nero rimane un film oscuro. È oscuro come la materia che tratta. Lo spirito e l'atmosfera di un ambiente come quella delle miniere avrebbe dovuto avere manifestazioni meno esteriori. Il panorama di Carbonia brilla all'orizzonte, nella storia molto tenue d'un ragazzo e di una ragazza che si amano. L'idillio svagato e un po' fantastico continua, ora nell'ombra delle strillanti pareti, ora tra i brillanti carrelli delle gallerie, ora nelle strade del fervido centro sardo. Il racconto è semplice ma difficile ed il regista non ha certo equagliato altre prove precedenti.» Diego Calcagno in Film del 26 settembre 1942.

## Produzione
Prodotto da Salvatore Persichetti per la Fono Roma, il film fu curiosamente girato sia negli stabilimenti Pisorno di Tirrenia, sia in quelli romani di Cinecittà tra la fine del 1941 e l'inizio del 1942; la regia fu affidata all'inizio a Camillo Mastrocinque, poi sostituito da Enrico Guazzoni.

## Distribuzione
Il film venne distribuito nel circuito cinematografico italiano il 19 marzo del 1942.